# Josef Salomonovic
Josef Salomonovic (geboren am 1. Juli 1938 in Ostrava) ist ein Holocaust-Überlebender. Er war als Kind dreieinhalb Jahre lang im Ghetto Litzmannstadt sowie in den Konzentrationslagern Auschwitz, Stutthof und Flossenbürg inhaftiert und konnte knapp überleben. Er ist ein Zeitzeuge der nationalsozialistischen Verbrechen.

## Leben
Josef Salomonovic war der Sohn von Erich und Dora Salomonovic. Er hatte einen älteren Bruder, Michael. Der kleine Josef wurde Pepek genannt, fallweise auch Pepiček.

### Ghetto Litzmannstadt
Im Dezember 1941 wurden Josef Salomonovic, seine Eltern und sein Bruder in das Ghetto Litzmannstadt verschleppt. Dort teilten sie sich eine kleine Wohnung mit einer polnischen Familie. Vater, Mutter und Bruder mussten für die Deutschen Waffen- und Munitionsfabriken arbeiten. Tagsüber war der kleine Josef allein in seinem Versteck, welches sein Vater für ihn im Dachboden eingerichtet hatte. Kinder und Alte galten, weil nicht zur Zwangsarbeit einsetzbar, den NS-Schergen als „Parasiten“ und waren somit ständig gefährdet. Am Ende seiner Haft in Litzmannstadt waren von zwölf Spielkameraden von Josef nur mehr drei am Leben.

### Drei Konzentrationslager, Todesmarsch
Als die Rote Armee vorrückte und das Getto geräumt wurde, kam die Familie im Juni 1944 in das Konzentrationslager Auschwitz. Die Köpfe wurden rasiert, Kleidung und Schmuck mussten abgeliefert werden. Nach wenigen Tagen wurde die Familie in das nächste Konzentrationslager verschleppt, nach Stutthof, wo sie getrennt wurden. Josef und seine Mutter kamen in den Frauenblock, sein Vater und sein Bruder in den Männerblock. Es herrschte Hunger und Kälte. Bei den Zählappellen stand Josef meist zwischen den Beinen seiner Mutter – „sie hat mich gewärmt, ich habe sie gewärmt. Das ist mir geblieben, das weiß ich noch.“ Der Vater erkrankte und wurde nach wenigen Wochen mit einer Phenolspritze ins Herz ermordet. Josef Salomonovic erinnert sich an die letzte Begegnung:

„Seine linke Hand war gelb von Zigaretten. Er hat mich geküsst, und ich habe seine Hand gehalten. Die Deutschen standen zehn Meter weiter mit einem Hund.“

Nach knapp drei Monaten wurden Josef, sein Bruder und seine Mutter in einem Viehwaggon in ein Außenlager des KZ Flossenbürg überstellt, in eine Munitionsfabrik der Firma Bernsdorf in Dresden. Dort musste die Familie Zwangsarbeit leisten. Ein SS-Mann entdeckte den sechsjährigen Josef im Februar 1945 versteckt in einem Wäschekübel. „Dieser Dreck muss weg“, war sein Befehl. Er sollte am nächsten Tag, dem 13. Februar 1945, erschossen werden – doch begann in der Nacht ein Luftangriff auf Dresden und das darauffolgende Chaos führte dazu, dass der Junge überlebte. Von Dresden wurde er mit seiner Mutter und seinem Bruder in ein Außenlager nach Mockethal-Zatzschke bei Pirna deportiert, welches den Decknamen Dachs VII trug. Mitte April wurde das Außenlager aufgelöst, Mutter und Söhne mussten sich einem Todesmarsch nach Böhmen anschließen. Dora Salomonovic gelang es, mit ihren Kindern zu flüchten und sich in einer Scheune zu verstecken. Auf der Flucht sah Josef Salomonovic zum ersten Mal in seinem Leben Ziegen, Hühner und eine Kuh. Die jahrelange Mangelernährung hatte dazu geführt, dass ihm während der KZ-Haft keine Zähne gewachsen waren, die bekam er erst nach der Befreiung im Alter von sieben Jahren.

### Leben danach
Nach dem Untergang des NS-Regimes ging Josef Salomonovic zur Schule und absolvierte sein Abitur. Er studierte an der Technischen Hochschule, wurde Ingenieur und heiratete. Seine Frau heißt Elisabeth. Das Paar bekam zwei Kinder, später auch eine Enkeltochter. Er und seine Familie lebten auch in den Vereinigten Staaten. Seit den 1970er Jahren wohnen die Salomonovic in Wien.
Seine Mutter starb 1992, der ältere Bruder 2019.

### Zeitzeuge, Film und Zeuge vor Gericht
Für den Film von Peter Hajek begab sich Josef Salomonovic noch einmal auf die fast zweitausend Kilometer lange Reise zu den Orten seiner Verfolgung. Er trat in Schulen und öffentlichen Veranstaltungen als Zeitzeuge auf, beispielsweise in der Wirtschaftsschule in Weiden oder im Dokumentationszentrum Reichsparteitagsgelände in Nürnberg. Mehrfach trat er auch in Pirna auf, zuletzt bei Veranstaltungen des AKuBiZ in Schulen, dem Rathaus und bei der Einweihung einer Erinnerungstafel nahe dem Standort des ehemaligen Außenlagers.
Im Dezember 2021 sagte er in Itzehoe im Prozess gegen Irmgard Furchner aus, angeklagt wegen Beihilfe zum Mord in 11.430 Fällen sowie Beihilfe zum versuchten Mord in 18 Fällen während ihrer Tätigkeit als Sekretärin im KZ Stutthof zwischen Juni 1943 und April 1945. Während seiner Einvernahme hielt er ein Foto seines in Stutthof ermordeten Vaters in Richtung der Angeklagten, die keine Regung zeigte.

## Film
- 2019 Josef Pępek Salomonovic, Regie: Peter Hajek